# Broken Arrow (album)
Pour les articles homonymes, voir Broken Arrow.
Albums de Neil Young
Dead Man
(1996) Year of the Horse
(1997)
Singles
1. Big Time
Sortie : 1996

Broken Arrow est le 24e album du musicien canadien Neil Young et son 8e avec le groupe Crazy Horse. Il est sorti le 2 juillet 1996 sur le label Reprise Records et a été produit par Neil Young.

## Historique
Le titre de l'album est l'homonyme d'un titre du deuxième album de Buffalo Springfield, Buffalo Springfield Again sorti en 1967. Il évoque une flèche brisée, le signe indien de paix qui symbolise une guerre perdue. Neil Young acheta en 1970 un ranch près de Redwood City qu'il nomma le Broken Arrow Ranch. Cet album y sera enregistré dans le studio, appelé Plywood Analog, que Neil Young possède. Seule la reprise du bluesman américain Jimmy Reed, Baby What You Want Me To Do, fut enregistrée en public dans le Old Princeton Landing (OPL), un bar et grill de Princeton-by-the-Sea, Half Moon Bay, Californie le 19 mars 1996.
L'album n'a pas vraiment de ligne directrice, commençant par trois titres électriques assez long enregistrés sous forme de jams qui seront suivis de quatre titres plus folk, plus acoustiques et l'album se terminant par un blues enregistré en public.
L'album ne présente pas de signes de faiblesse de la part de Young, avec le retour de son groupe Crazy Horse. L'album sera enregistré sans David Briggs décédé en 1995.
Il se classa à la 31e place du Billboard 200 aux États-Unis, à la 26e place au Canada et à la 17e place des charts britanniques. En France il se classa à la 42e place des meilleures ventes de disques. Il sera le premier album depuis 1989 qui n'obtiendra aucune récompense (certification).
Un titre bonus, Interstate, issu des sessions d'enregistrement de l'album Ragged Glory sera inclus sur la version du double album vinyle

## Liste des titres
Tous les titres sont composés par Neil Young sauf Baby What You Want Me To Do qui a été composé par Jimmy Reed.
| No | Titre                                | Durée |
| -- | ------------------------------------ | ----- |
| 1. | Big Time                             | 7:24  |
| 2. | Loose Change                         | 9:10  |
| 3. | Slip Away                            | 8:36  |
| 4. | Changing Highways                    | 2:28  |
| 5. | Scattered (Let's Think About Livin') | 4:13  |
| 6. | This Town                            | 2:59  |
| 7. | Music Arcade                         | 3:59  |
| 8. | Baby What You Want Me To Do          | 8:08  |
| 9. | Interstate (titre bonus sur LP)      | 6:24  |

## Musiciens
- Neil Young - chant, guitares, piano, harmonica
- Crazy Horse
Frank Sampedro - guitare rythmique, chœurs
Billy Talbot - basse, tambourin, chœurs
Ralph Molina - batterie, percussions, chœurs

## Charts

### Album
| Pays                                 | Durée du classement | Meilleur classement | Date             |
| ------------------------------------ | ------------------- | ------------------- | ---------------- |
| Allemagne (GfK Entertainment)        | 11 semaines         | 13e                 | 22 juillet 1996  |
| Australie (ARIA Charts)              | 1 semaine           | 43e                 | 4 août 1996      |
| Autriche (Ö3 Austria Top 40)         | 9 semaines          | 25e                 | 28 juillet 1996  |
| Belgique (V) (Ultratop)              | 8 semaines          | 13e                 | 13 juillet 2024  |
| Belgique (W) (Ultratop)              | 4 semaines          | 21e                 | 13 juillet 1996  |
| Canada (RPM)                         | 10 semaines         | 26e                 | 15 juillet 1996  |
| Écosse (Scottish Album Chart)        | 5 semaines          | 19e                 | 30 juin 1996     |
| États-Unis (Billboard 200)           | 8 semaines          | 31e                 | 20 juillet 1996  |
| Finlande (Suomen virallinen lista)   | 5 semaines          | 12e                 | 1er juillet 1996 |
| France (SNEP)                        | 3 semaines          | 42e                 | 29 juin 1996     |
| Norvège (VG-lista)                   | 5 semaines          | 9e                  | 1er juillet 1997 |
| Nouvelle-Zélande (RMNZ Albums Top40) | 4 semaines          | 27e                 | 11 août 1996     |
| Pays-Bas (MegaCharts)                | 10 semaines         | 24e                 | 27 juillet 1996  |
| Royaume-Uni (UK Albums Chart)        | 5 semaines          | 17e                 | 30 juin 1996     |
| Suède (Sverigetopplistan)            | 5 semaines          | 14e                 | 28 juin 1996\|-  |
| Suisse (Schweizer Hitparade)         | 5 semaines          | 25e                 | 7 juillet 1996   |

### Single
| Single   | Chart                    | Durée du classement | Position | Date        |
| -------- | ------------------------ | ------------------- | -------- | ----------- |
| Big Time | (Mainstream Rock Tracks) | 5 semaines          | 35e      | 3 août 1996 |